# Anse-à-Foleur
Anse-à-Foleur (Ansafolè en créole haïtien), est une commune d'Haïti située dans le département du Nord-Ouest et de l'arrondissement de Saint-Louis-du-Nord.
La commune est située au flanc d'une colline escarpée qui la surplombe de long en large entre une rivière aux crues menaçantes et une mer très agitée lors des marées montantes.

## Démographie
La commune est peuplée de 27 480 habitants(recensement par estimation de 2009).

## Administration
La commune est composée des sections communales de :
- Bas-de-Ste-Anne
- Mayance
- Côte-de-Fer

## Économie
L'économie locale repose sur la culture du cacao, du café, des fruits et du riz. Les apiculteurs locaux récoltent le miel dans les ruches aménagées.